# Raymond Gunemba
Raymond Gunemba, né le 4 juin 1986 à Lae en Papouasie-Nouvelle-Guinée, est un joueur de football international papouan-néo-guinéen, qui évolue au poste d'attaquant.

## Biographie

### Carrière en sélection
Raymond Gunemba reçoit sa première sélection en équipe de Papouasie-Nouvelle-Guinée le 2 juin 2012, contre les Salomon. Ce match gagné 1-0 rentre dans le cadre des éliminatoires du mondial 2014.
Il s'illustre ensuite lors des éliminatoires du mondial 2018. Le 1er juin 2016, il inscrit lors de ces éliminatoires un doublé contre Tahiti (match nul 2-2). Il inscrit ensuite quatre jours plus tard un triplé contre les Samoa, pour une large victoire (8-0).
Il participe avec l'équipe de Papouasie-Nouvelle-Guinée à deux Coupes d'Océanie, en 2012 et 2016.

## Palmarès
| \| Hekari United - Championnat de Papouasie-Nouvelle-Guinée (3) : - Champion : 2011-12, 2012-13 et 2013-14. \| \| Lae City Dwellers - Championnat de Papouasie-Nouvelle-Guinée (1) : - Champion : 2014-15. \| Papouasie-Nouvelle-Guinée - Coupe d'Océanie : - Finaliste : 2016. - Meilleur buteur : 2016 (5 buts). |  |                                                                                          |
| Hekari United - Championnat de Papouasie-Nouvelle-Guinée (3) : - Champion : 2011-12, 2012-13 et 2013-14. |  | Lae City Dwellers - Championnat de Papouasie-Nouvelle-Guinée (1) : - Champion : 2014-15. |